# Miura
Pour les articles homonymes, voir Miura (homonymie).
Miura (三浦市, Miura-shi) est une ville de la préfecture de Kanagawa, située sur la péninsule de Miura, au Japon. 

## Géographie

### Démographie
En 2010, la population de la ville de Miura était de 48 291 habitants, répartis sur une superficie de 32,28 km2.

## Histoire
La ville de Miura a été officiellement fondée le 1er janvier 1955. 

## Transport
- Route nationale 134 (vers Yokosuka ou Ōiso)
- Ligne Keikyū Kurihama (Gares de Miurakaigan et Misakiguchi)

## Culture locale et patrimoine
La ville organise un marathon chaque année (première semaine de mars). La course est composée de trois épreuves, le 5 km, le 10 km et un demi-marathon. Le parcours, qui possède beaucoup de montées et descentes, culmine à 72 m d'altitude.
La commune inclut le port de Misaki classé 18e port de pêche du Japon et 2e port pour la pêche au thon. La ville est ainsi surnommée « ville du thon » (マグロの町, maguro no machi).
Sa plage est réputée pour le kitesurf et la planche à voile.

## Jumelages
- Suzaka, Nagano au Japon en 1974
- Warrnambool, Victoria aux Australie en 1992